# Västerleds församlingshus

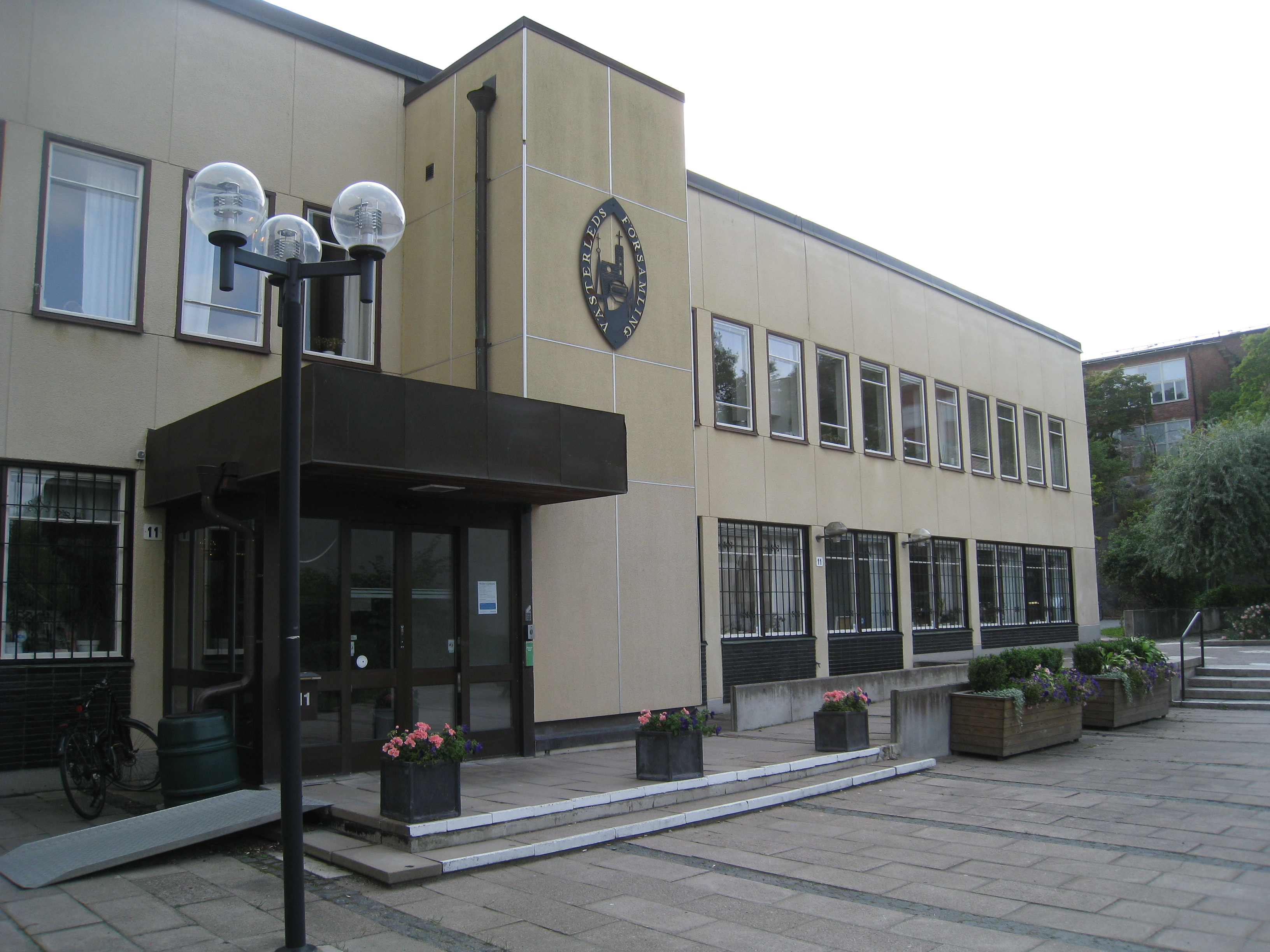
Västerleds församlingshus.

Västerleds församlingshus är ett församlingshus i Västerleds församling beläget på Vidängsvägen 11 vid Tranebergsplan i Alvik i Bromma i västra Stockholm. Till anläggningen vid Västerleds församlingshus hör även Sankt Ansgars kyrka och Höghuset i Alvik , det som tidigare hette KFUM-huset. Arkitekt till de tre anläggningarna är Olof Malmgren.
I församlingshuset finns det expedition och förskola och på övervåningen en trappa upp ligger ett sällskapsrum. Sällskapsrummet, som har plats för 75 personer, kan användas för församlingsaktiviteter som föreläsningar och kyrkkaffe, men kan också bokas för samlingar, dop- och begravningskaffe.
Västerleds församlingshus ligger väster om tunnelbanan och är sammanlänkat med både höghuset i Alvik och Sankt Ansgars kyrka. Församlingshuset och Sankt Ansgars kyrka invigdes båda 1963, invigningen var på Kyndelsmässodagen den 2 februari 1963. Församlingshuset är byggt som en låg flygel till höghuset med en motionshall och restaurang. Det bildar en avgränsning av tomten mot söder och öster.  Församlingshuset och kyrkan ligger i direkt anslutning till höghuset på 16 våningar.
Församlingshuset är placerat mot Tranebergsplan i norra delen av Alvik. Anläggningen avgränsas mot gatan i form av en stenmur i granit med en bred granittrappa som leder upp till ett litet torg, inramat av de tre byggnaderna, höghuset, församlingshemmet och kyrkan. Torget är terrasserat med ett sparat berg i dagen samt gräs och några lövträd. Markbeläggningen består av sexkantiga betongstensplattor som bildar formen av blommor. Trappor och avsatser är i granit, markbeläggningen har även inslag av smågatsten placerade i rader.

## Höghuset i Alvik
Ej att förväxla med Alviks Torn i Alvik, Bromma
"Höghuset i Alvik" i 16 våningar var klart 1961 och byggdes av KFUM. Det rymde ursprungligen studentlägenheter för KFUM och hette "Triangeln", men nu är det bland annat hotell. Samma arkitekt som ritade "höghuset i Alvik" ritade även församlingshuset och Sankt Ansgars kyrka, som båda invigdes 1963. Hela anläggningen med Västerleds församlingshus, Sankt Ansgars kyrka och höghuset i 16 våningar uppfördes vid samma tid i början på 1960-talet och alla tre anläggningarna är ritade av arkitekten Olof Malmgren.

## Bilder
Olof Malmgren (1922-2013) var arkitekt till de tre byggnaderna i Alvik, höghuset vid Alvik, Sankt Ansgars kyrka och Västerleds församlingshus. 

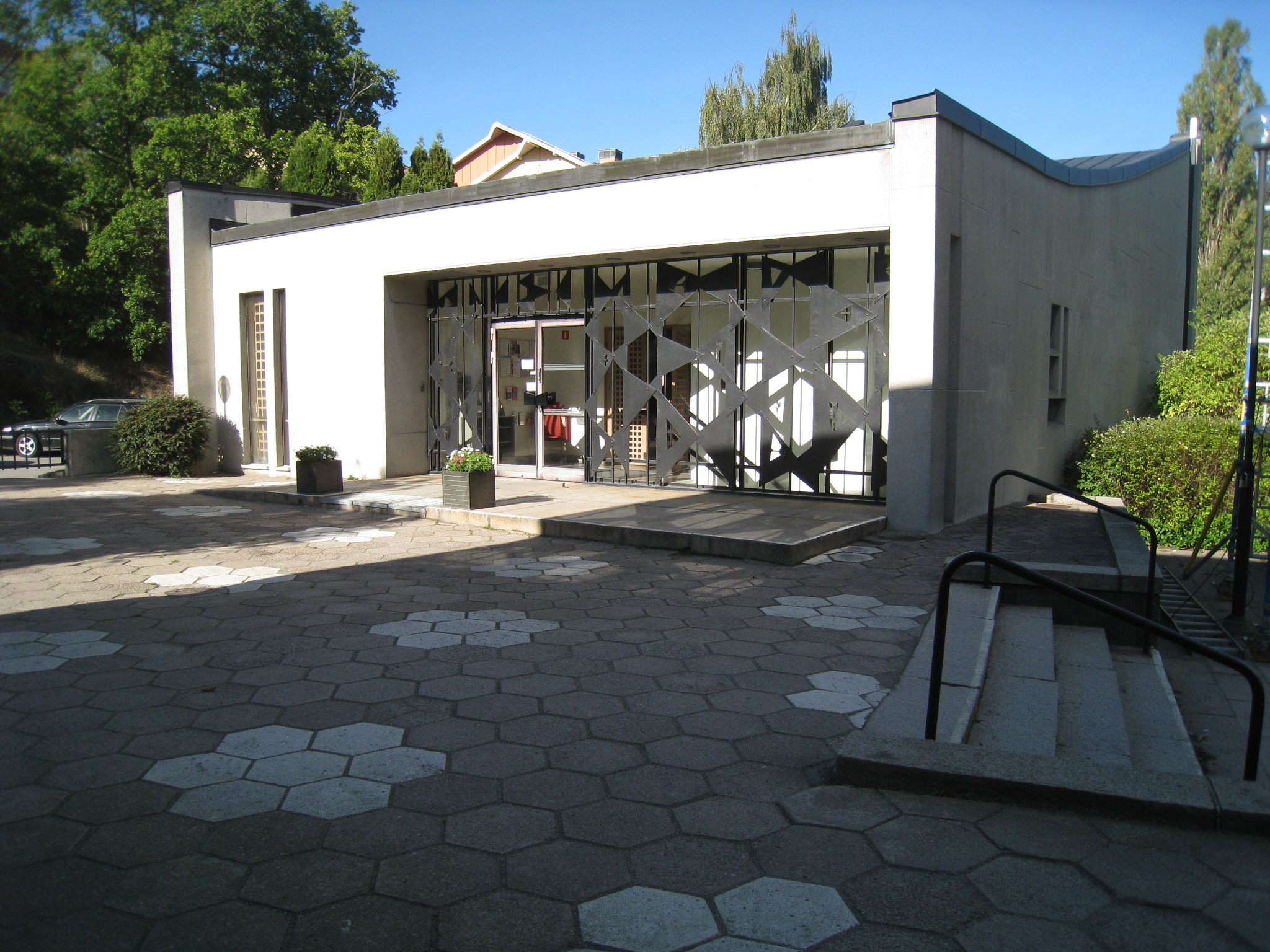
Sankt Ansgars kyrka (1963), som är sammanlänkat med Västerleds församlingshus (1963).
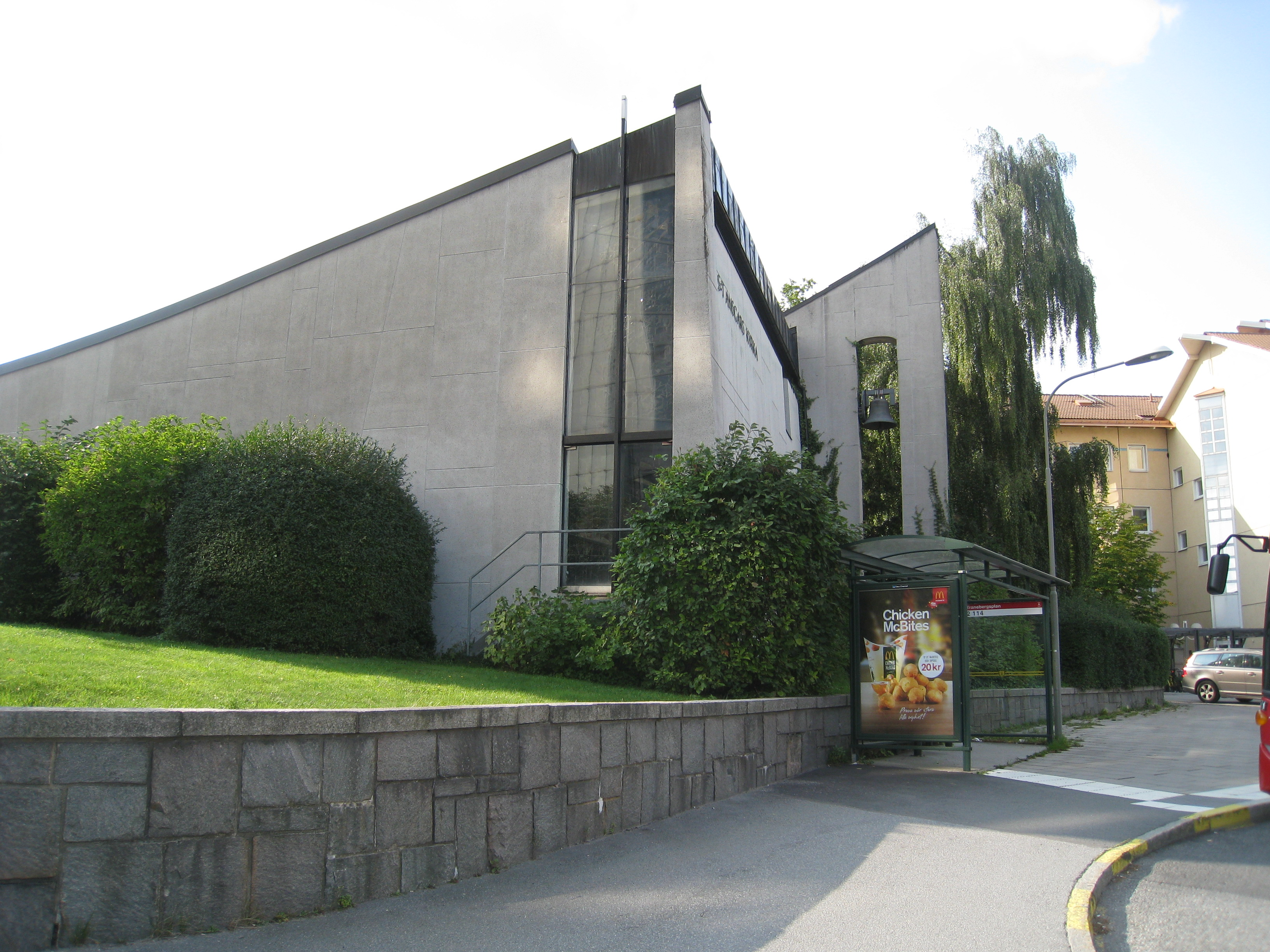
Sankt Ansgars kyrka med kyrkfönster och kyrkklocka vid Vidängsvägen 11 i Alvik.
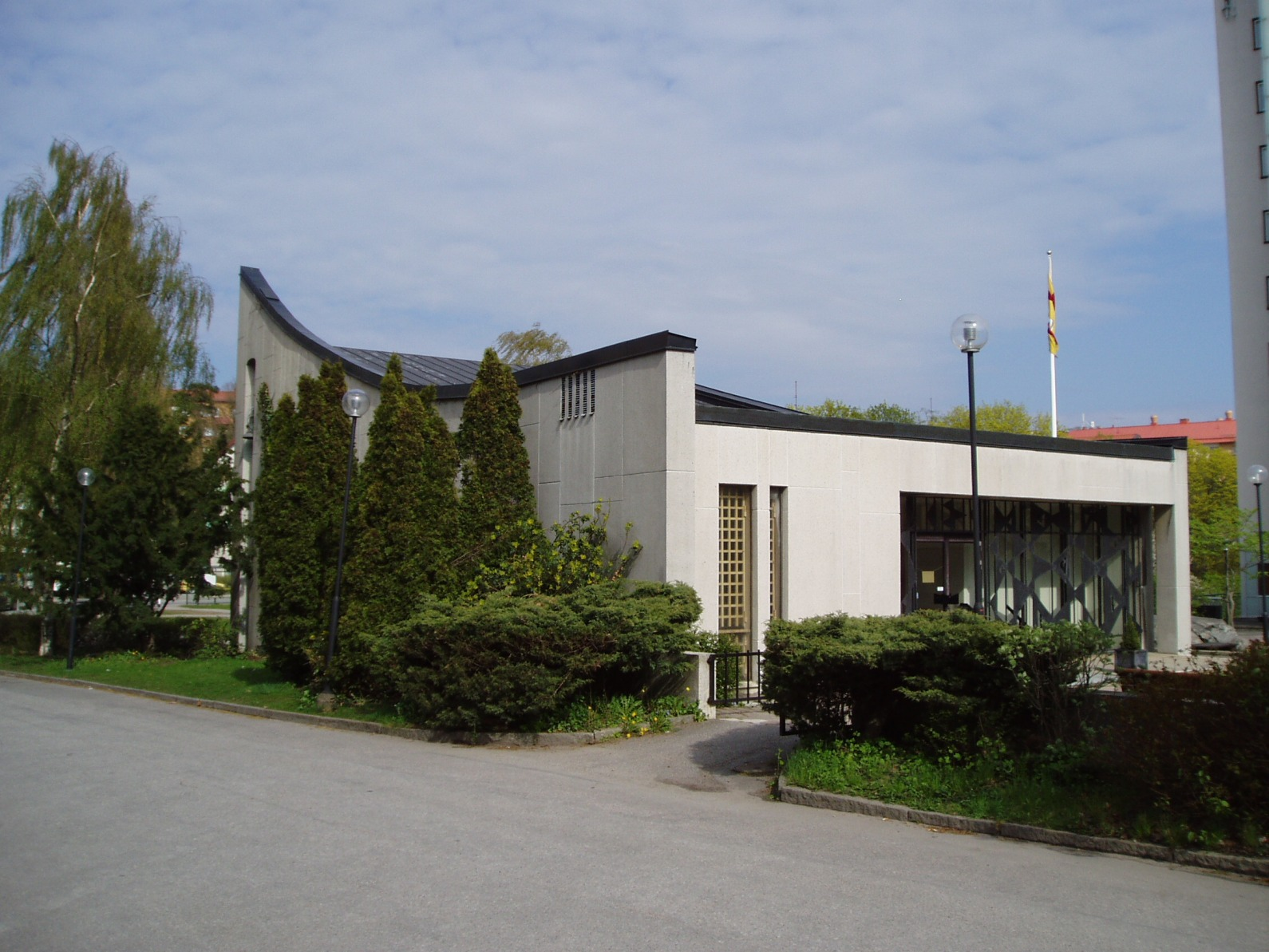
Sankt Ansgars kyrka.
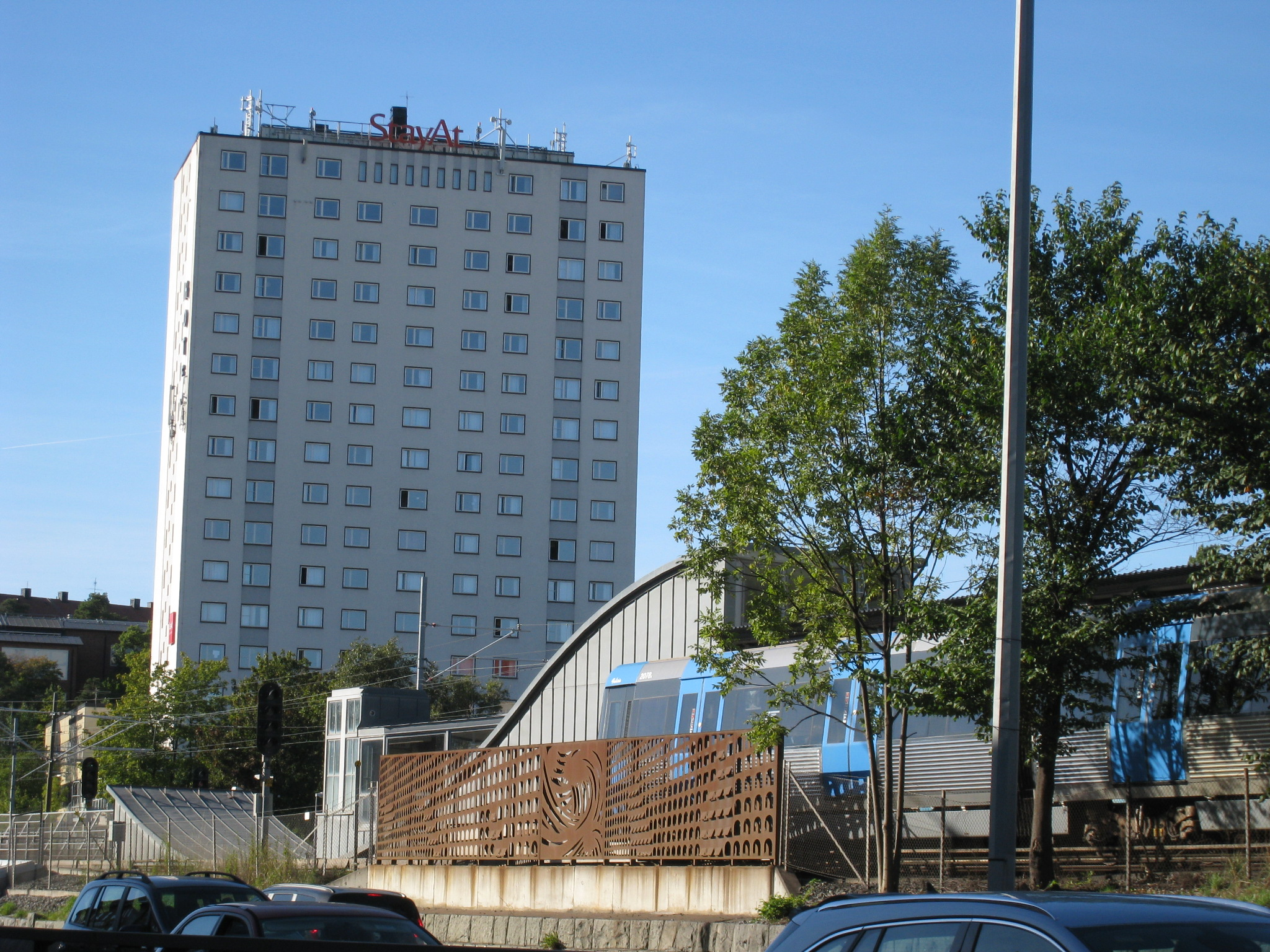
Höghuset i Alvik, nu "StayAt Hotel", vy från Alviks tunnelbanestation.
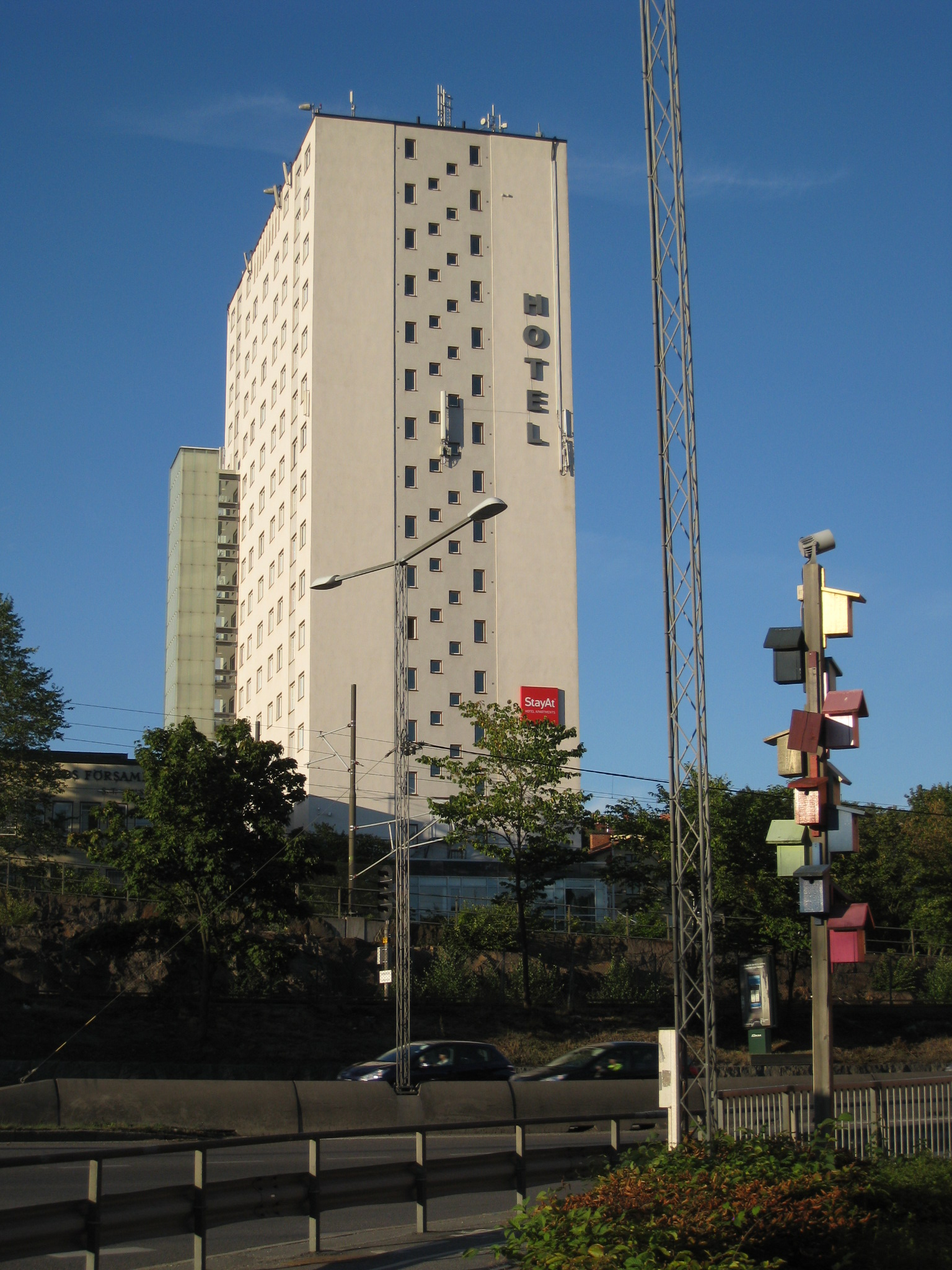
Höghuset i Alvik, nu "StayAt Hotel", vy från Alviksplan.
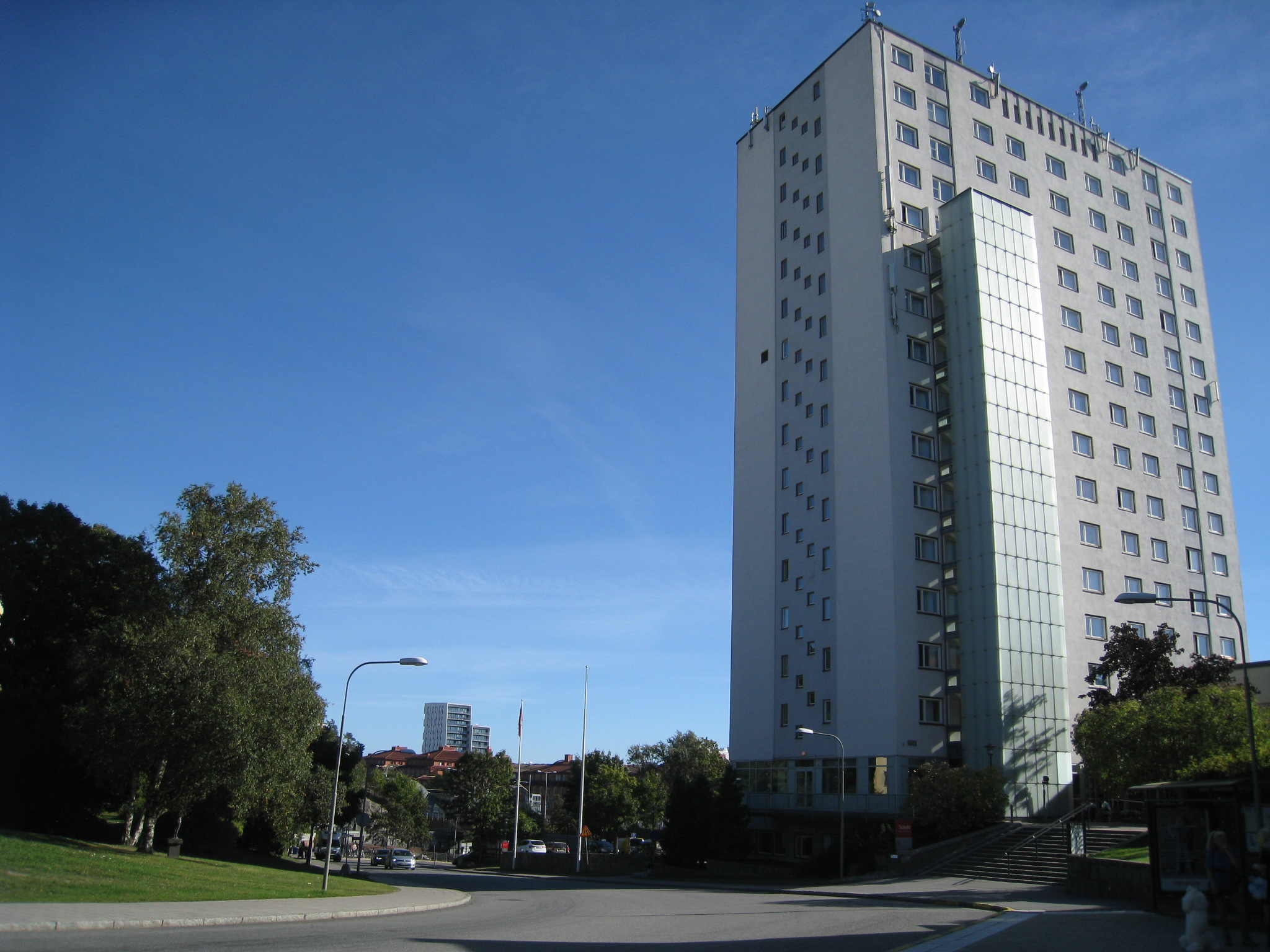
Höghuset i Alvik, nu "StayAt Hotel", i bakgrunden kan man skymta Alviks Torn, som invigdes i december 2014
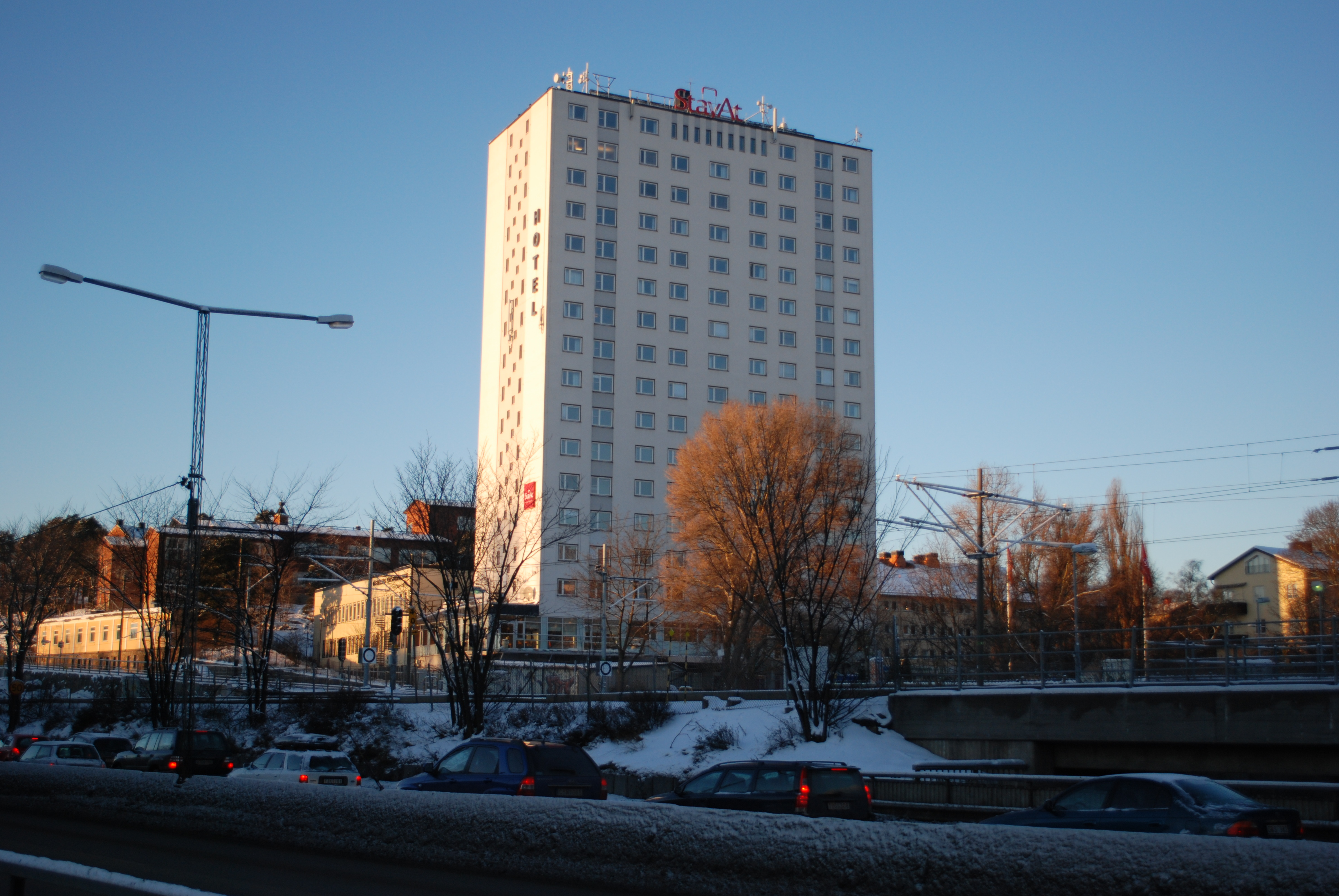
Västerleds församlingshus och Sankt Ansgars kyrka invigdes båda 1963.
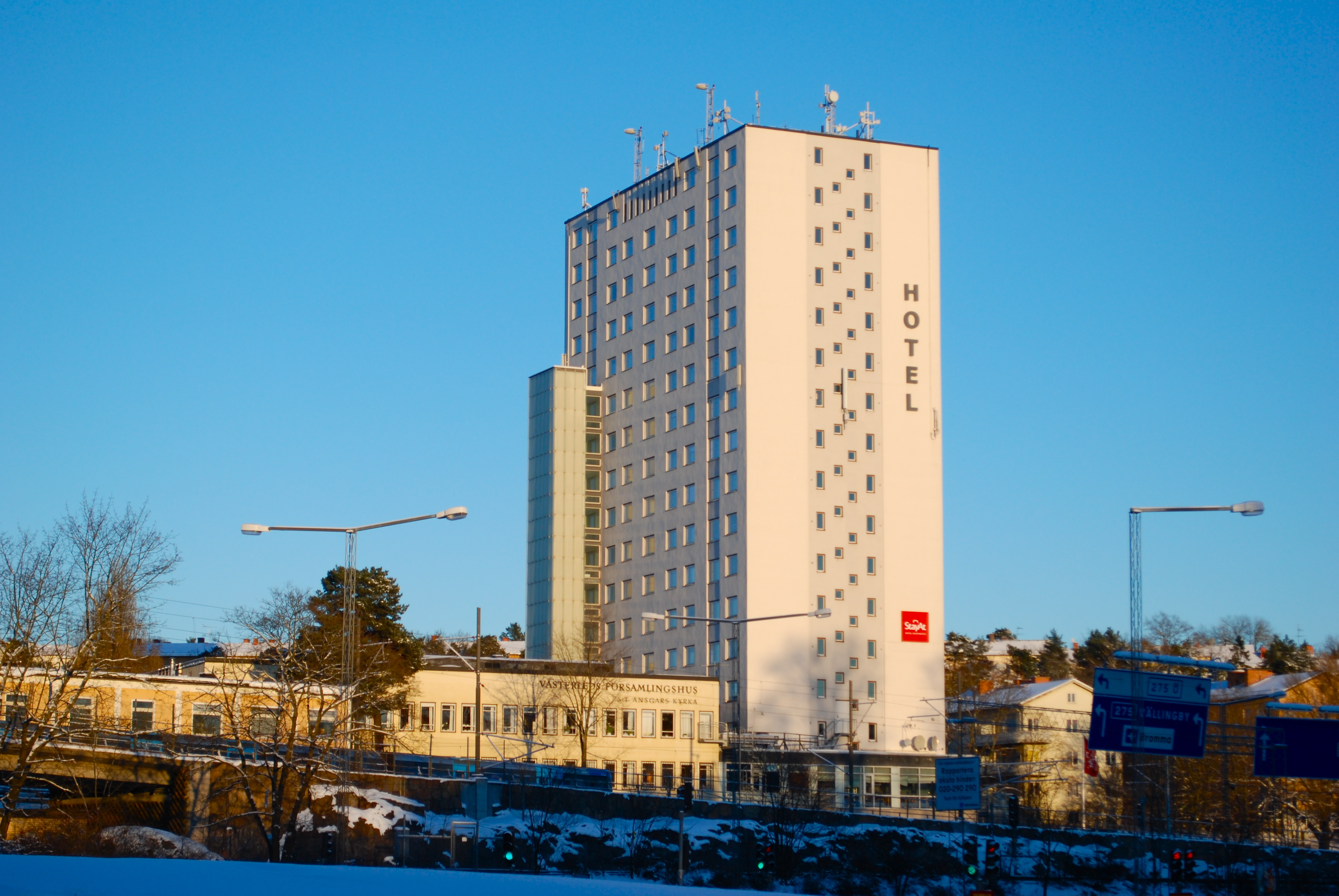
Höghuset vid Alvik (1961), som är sammanlänkat med Västerleds församlingshus (1963).